# Ijjar
Ijjar (hebräisch אייר) ist der achte Monat nach dem bürgerlichen jüdischen Kalender und der zweite Monat nach dem religiösen Kalender. Er dauert immer 29 Tage. Nach dem gregorianischen Kalender beginnt der Ijjar Mitte April.
Alle jüdischen Monatsnamen stammen aus der Zeit des babylonischen Exils  und wurden aus dem Babylonischen Kalender übernommen. Im Tanach ist die Bezeichnung Ijjar nicht belegt, der zweite Monat trägt dort den Namen Siw (1 Kön 6,1 .37).
Der Begriff leitet sich vom akkadischen Wort ayyaru ab, was „Licht“ bedeutet.
In den Ijjar fallen folgende Fest- und Gedenktage:
- der Jom haZikaron (4.)
- der Jom haAtzma’ut (5.) (Israelischer Unabhängigkeitstag)
- das Zweite Pessach (hebr. Pessach Scheni)
- Lag baOmer (18.)
- der Jerusalemtag (28.)

Am siebzehnten Tag des Ijjar soll die Sintflut begonnen haben. (Gen 7,11 ) 